# Путлиц
Путлиц (њем. Putlitz) град је у њемачкој савезној држави Бранденбург. Једно је од 26 општинских средишта округа Пригниц. Према процјени из 2010. у граду је живјело 2.921 становника. Посједује регионалну шифру (AGS) 12070325.

## Географски и демографски подаци
Путлиц се налази у савезној држави Бранденбург у округу Пригниц. Град се налази на надморској висини од 57 метара. Површина општине износи 118,5 km². У самом граду је, према процјени из 2010. године, живјело 2.921 становника. Просјечна густина становништва износи 25 становника/km².